# Rogeno
Rogeno é uma comuna italiana da região da Lombardia, província de Lecco, com cerca de 2.682 habitantes. Estende-se por uma área de 4 km², tendo uma densidade populacional de 671 hab/km². Faz fronteira com Bosisio Parini, Costa Masnaga, Eupilio (CO), Merone (CO), Molteno.

## Demografia
| Variação demográfica do município entre 1861 e 2011                               |
|                                                                                   |
| Fonte: Istituto Nazionale di Statistica (ISTAT) - Elaboração gráfica da Wikipedia |